# Кривое (озеро, Одесская область)
Криво́е о́зеро — небольшое пресноводное пойменное озеро в Измаильском районе Одесской области около города Измаил. Длина 4 км, ширина 0,5 км, площадь 2 км². Средняя глубина — около 2 м, максимальная — 4 м.

## География
Озеро исторически образовалось как затопленное устье притока Дуная.
Озеро разделено дамбой на 2 части. Возле западной части расположена канализационно-насосная станция Измаила, которая периодически производит сброс нечистот в озеро, в связи с чем западная часть не пригодна для любительского лова рыбы, из-за загрязнения воды. Восточная часть озера в советское время была соединена с Дунаем трубопроводом, подпитывающим озеро речной водой в период половодья.
Разрешен любительский лов рыбы с июля по март месяц включительно. Водится следующая рыба: карась, сазан, окунь, красноперка, лещ, щука, линь, сом, толстолобик. Озеро привлекает любителей живой природы разнообразной флорой и фауной. Здесь живут постоянно дикие лебеди, много различных видов озерных лилий.

## История
Озеро известно по найденным поблизости керамическим изделиям, посуды, амфор, на которых сохранились клейма и надписи на древнегреческом языке.
Камыш с берегов озера и окрестных плавен использовался при производстве кирпича для строительства крепости Измаил.
На северном берегу восточной части расположено село Дунайское. В районе соединения озера с Дунаем расположен целлюлозно-картонный комбинат и очистные сооружения измаильской канализации. В 2010-х местные бизнесмены на базе разрушенной лодочной станции построили базу отдыха «Восток».
В советское и постсоветское время на озере располагалась лодочная станция, птичник местного совхоза, байдарочная база учащихся Измаильского ВПУ № 9, кооперативное предприятие по прокату катамаранов.

## Галерея

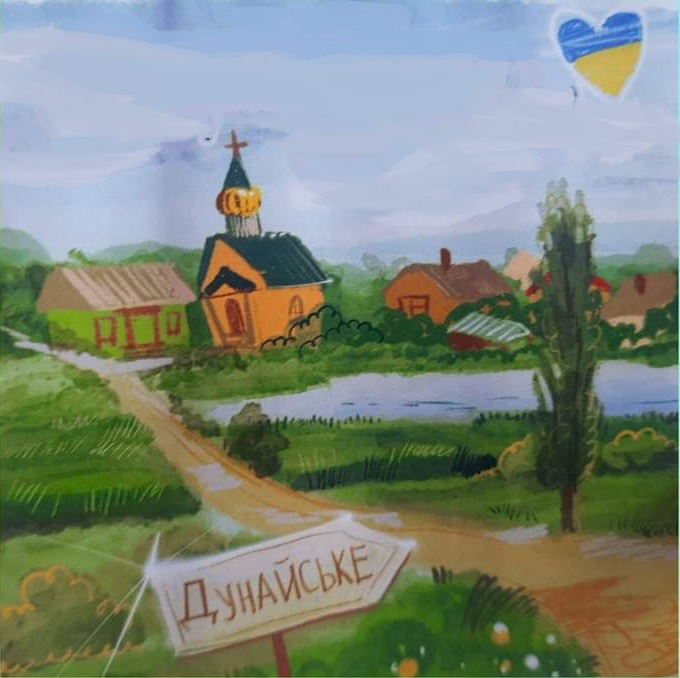
Село Дунайское
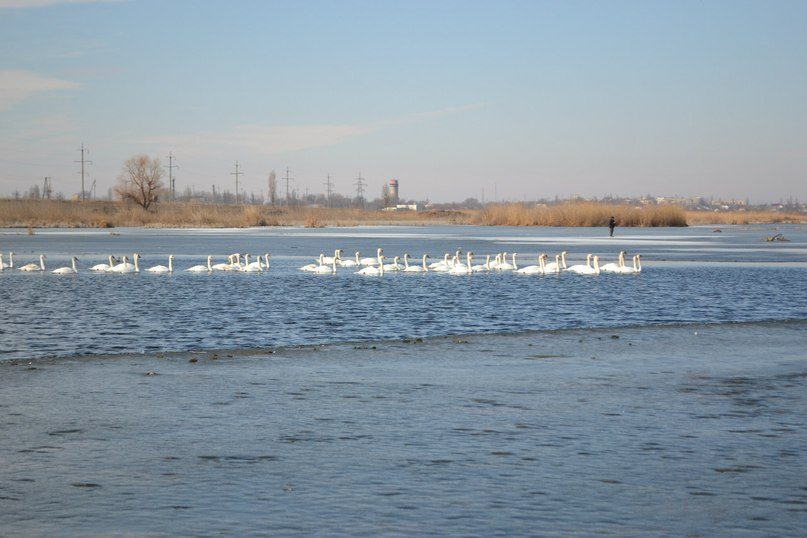
озеро Кривое зимой 2013 года
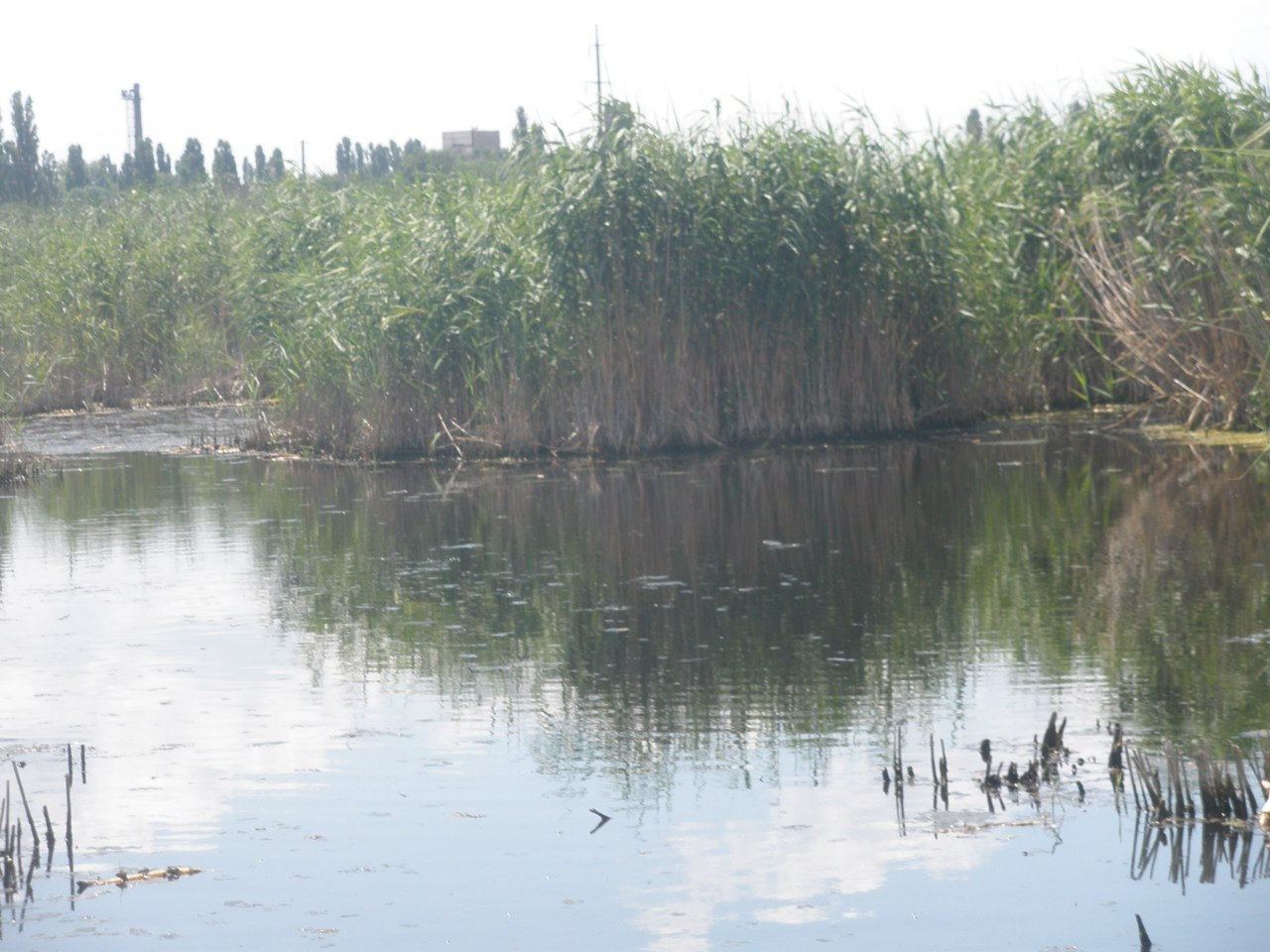
озеро Кривое летом 2013 года